# La Robine-sur-Galabre
La Robine-sur-Galabre is een gemeente in het Franse departement Alpes-de-Haute-Provence in de regio Provence-Alpes-Côte d'Azur en maakt deel uit van het arrondissement Digne-les-Bains. De gemeente telde 292 inwoners op 1 januari 2022.

## Geografie
De oppervlakte van La Robine-sur-Galabre bedraagt 45,91 vierkante kilometer; Op 1 januari 2022 was de bevolkingsdichtheid 6,4 inwoners per km².
De onderstaande kaart toont de ligging van La Robine-sur-Galabre met de belangrijkste infrastructuur en aangrenzende gemeenten.

## Demografie
Onderstaande figuur toont het verloop van het inwonertal.
Vanwege een beveiligingsprobleem met de MediaWiki Graph-software is het momenteel niet mogelijk deze grafiek weer te geven. Zodra de software is bijgewerkt zal de grafiek vanzelf weer zichtbaar worden.